# Мельничанське нафтове родовище
Мельничанське нафтове родовище — належить до Бориславсько-Покутського нафтогазоносного району Передкарпатської нафтогазоносної області Західного нафтогазоносного регіону України.

## Опис
Розташоване у Стрийському районі Львівської області на відстані 25 км від м. Стрий.
Приурочене до другого ярусу складок північно-західної частини Бориславсько-Покутської зони. В 1968 р. була виявлена Семигинівська структура родовища, півн.-зах. частина якої у 1986 р. підготовлена до пошукового буріння як окрема Нижньостинавська структура. Остання являє собою асиметричну напівантикліналь загальнокарпатського простягання. Розміри складки 3,6х2,1 м, висота 500 м. 
Перший промисловий приплив нафти та газу отримано в 1989 р. при випробуванні пісковиків вигодської світи еоцену з інт. 4757-4790 м. 
Поклади пластові, склепінчасті, тектонічно екрановані. Режим Покладів пружний та розчиненого газу. Колектори — пісковики та алевроліти. 
Експлуатується з 1990 р. Запаси початкові видобувні категорій А+В+С1: нафти — 806 тис. т; розчиненого газу — 5 млн. м³. Густина дегазованої нафти 838-843 кг/м³. Вміст сірки у нафті 0,16-0,46 мас.%.